# Баскаков, Святослав Иванович
Святослав Иванович Баскаков (1937—2000) — учёный и педагог, доктор технических наук, профессор кафедры основ радиотехники МЭИ. Член Академии психологических и социальных наук.
Ведущий ученый МЭИ в области численных и асимптотических методов электродинамики, методов обработки и передачи радиосигналов.

## Биография
Святослав Иванович Баскаков родился 14 декабря 1937 года в Москве. Незадолго до окончания Великой Отечественной войны поступил в московскую школу № 265. После окончания школы стал студентом радиотехнического факультета МЭИ. В феврале 1961 года стал выпускником института по новой специальности «Радиофизика и электроника». Получил диплом с отличием. Учился в группе РФ-10-55.
Увлекался музыкой, чтением, фотографией, спортом. Обладал хорошим музыкальным слухом.
В МЭИ его преподавателями были Р. З. Сагдеев, В. А. Фабрикант, В. А. Котельников, М. И. Вишик, Г. Т. Марков, Л. С. Гуткин, А. Е. Башаринов, С. И. Евтянов. Сильное влияние на развитие Святослава Баскакова оказал лектор М. И. Вишик. Под его руководством Святослав Баскаков на третьем курсе выполнил свою первую научную работу, с которой выступал на студенческой конференции в городе Вильнюсе. В этот период Святослав Баскаков стал заниматься научной работой на кафедре основ радиотехники МЭИ. В 1959 году, ещё во время обучения, он был зачислен на должность инженера кафедры. Совместно с В. Ф. Взятышевым он занимался исследованием диэлектрических волноводов. Кафедра основ радиотехники стала его постоянным местом работы.
В марте 1961 году, после того, как Святослав Баскаков защитил диплом, он стал работать ассистентом кафедры ОРТ. Эту работу он совмещал с научной деятельностью. В 1965 году защитил кандидатскую диссертацию. Её тема была посвящена лучевым волноводам. Совместно с Г. И. Жилейко, Святослав Баскаков исследовал высоковольтные электронные пучки.
В 1973 году Святослав Баскаков выпустил учебное пособие «Основы электродинамики». В 1980 году было опубликовано пособие «Радиотехнические цепи с распределенными параметрами». В 1981 году вышел сборник задач по курсу «Электродинамика и распространение радиоволн». В 1981 году он начал работу над учебником «Радиотехнические цепи и сигналы», который был опубликован в 1983 году. Учебник несколько раз переиздавался, в итоге «Радиотехнические сигналы и цепи» были представлены к защите как докторская диссертация, которую автор защитил в 1985 году.
В 1987 году было опубликовано учебное пособие «Радиотехнические цепи и сигналы. Руководство к решению задач». В 1991 году состоялась публикация «Лекций по теории цепей», в 1992 году — учебное пособие «Электродинамика и распространение радиоволн». В период с 1998 по 2005 год учебник «Радиотехнические цепи и сигналы» был переиздан пять раз.
В 1997 году Святослав Иванович Баскаков был избран членом Академии психологических и социальных наук.
Умер в 2000 году.

## Память
14 декабря 2017 года в справочно-библиографическом отделе (НТБ МЭИ) была представлена выставка «Баскаков С. И. 80 лет со дня рождения».